# Центроване п'ятикутне число

Чорний кружечок (точка) один, разом з внутрішнім шаром жовтих кружечків їх 6, разом з наступним шаром синіх — 16, з наступним шаром жовтих — 31, з останнім шаром синіх кружечків на зображенні — 51.

Центроване п'ятикутне число — це центроване фігурне число, яке можна зобразити п'ятикутником, який містить точку в центрі, а всі точки довкола центру містяться в послідовних п'ятикутних шарах.

## Графічна побудова, обчислення, властивості
У центрі міститься точка / кружечок (для об'ємних зображень використовуються назви камінь, кришталева кулька), навколо якого послідовно розташовується щоразу більше кружечків, починаючи з 5, які утворюють вкладені шари п'ятикутників, у кожному наступному шарі на п'яти ребрах п'ятикутника додається один кружечок, тому кількість кружечків утворює послідовність чисел кратну 5: 5, 10, 15 і т. д.
Центроване п'ятикутне число з n п'ятикутними шарами обчислюється за формулою
{\displaystyle {{5n^{2}+5n+2} \over 2},}  (1)
яку отримуємо з наступних формул (першу формулу з сумою отримуємо з визначення центрованого п'ятикутного числа, а саме додаючи до однієї центральної точки суму послідовних кратних 5 чисел, які рівні числу точок у {\displaystyle k}-му шарі-п'ятикутнику): 
{\displaystyle 1+\sum _{k=1}^{n}{5k}=1+5\cdot {\dfrac {n(n+1)}{2}}.}
Якщо у формулу (1) підставимо замість n число n - 1, то отримаємо формулу n-го центрованого п'ятикутного числа
{\displaystyle P_{n}={{5n^{2}-5n+2} \over 2},n\geq 1}
Декілька перших центрованих п'ятикутних чисел :
1, 6, 16, 31, 51, 76,
106, 141, 181, 226, 276,
331, 391, 456, 526, 601,
681, 766, 856, 951, 1051, 1156, 1266, 1381, 1501, 1626, 1756, 1891, 2031, 2176, 2326, 2481, 2641, 2806, 2976 ….
Парність центрованих п'ятикутних чисел змінюється за правилом: непарне-парне-парне-непарне, а остання десяткова цифра змінюється так: 1-6-6-1.

## Додатково

### Твірна функція
Послідовність центрованих п'ятикутних чисел має таку твірну функцію
{\displaystyle {\frac {x^{2}+3x+1}{(1-x)^{3}}}=\mathbf {1} +\mathbf {6} x+\mathbf {16} x^{2}+\mathbf {31} x^{3}+\mathbf {51} x^{4}+\ldots } 

### Подібні фігурні числа

Четверте нецентроване п'ятикутне число — 22.
Четверте центроване п'ятикутне число — 31.